# Karuizawa
Karuizawa (japanisch 軽井沢町, -machi) ist eine Gemeinde und Touristenort in Kitasaku-gun im Osten der Präfektur Nagano in Japan.

## Übersicht

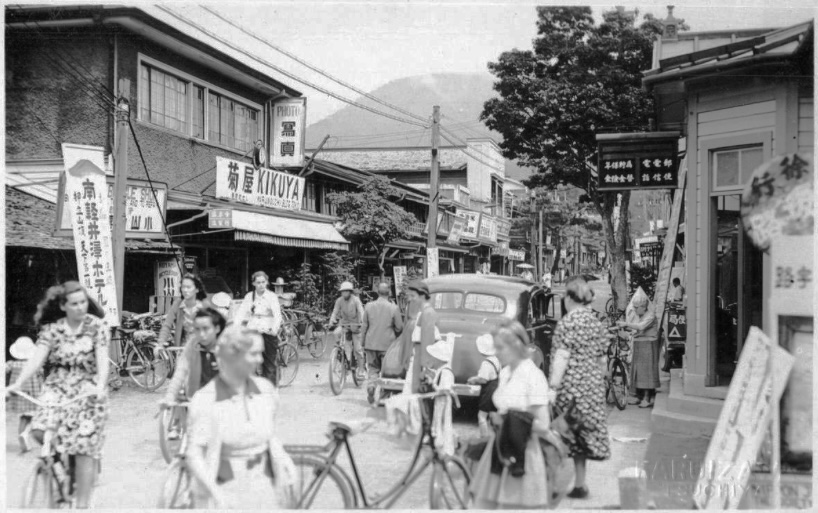
Kyu-Karuizawa Ginza, 1930er

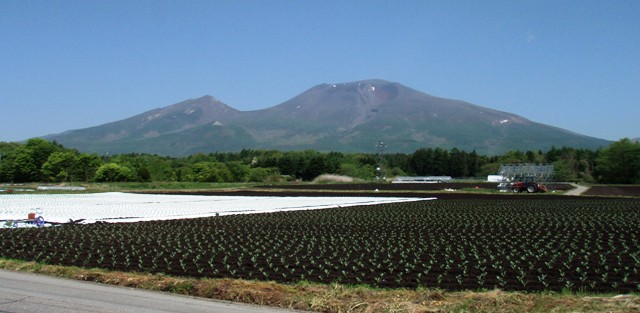
Asama

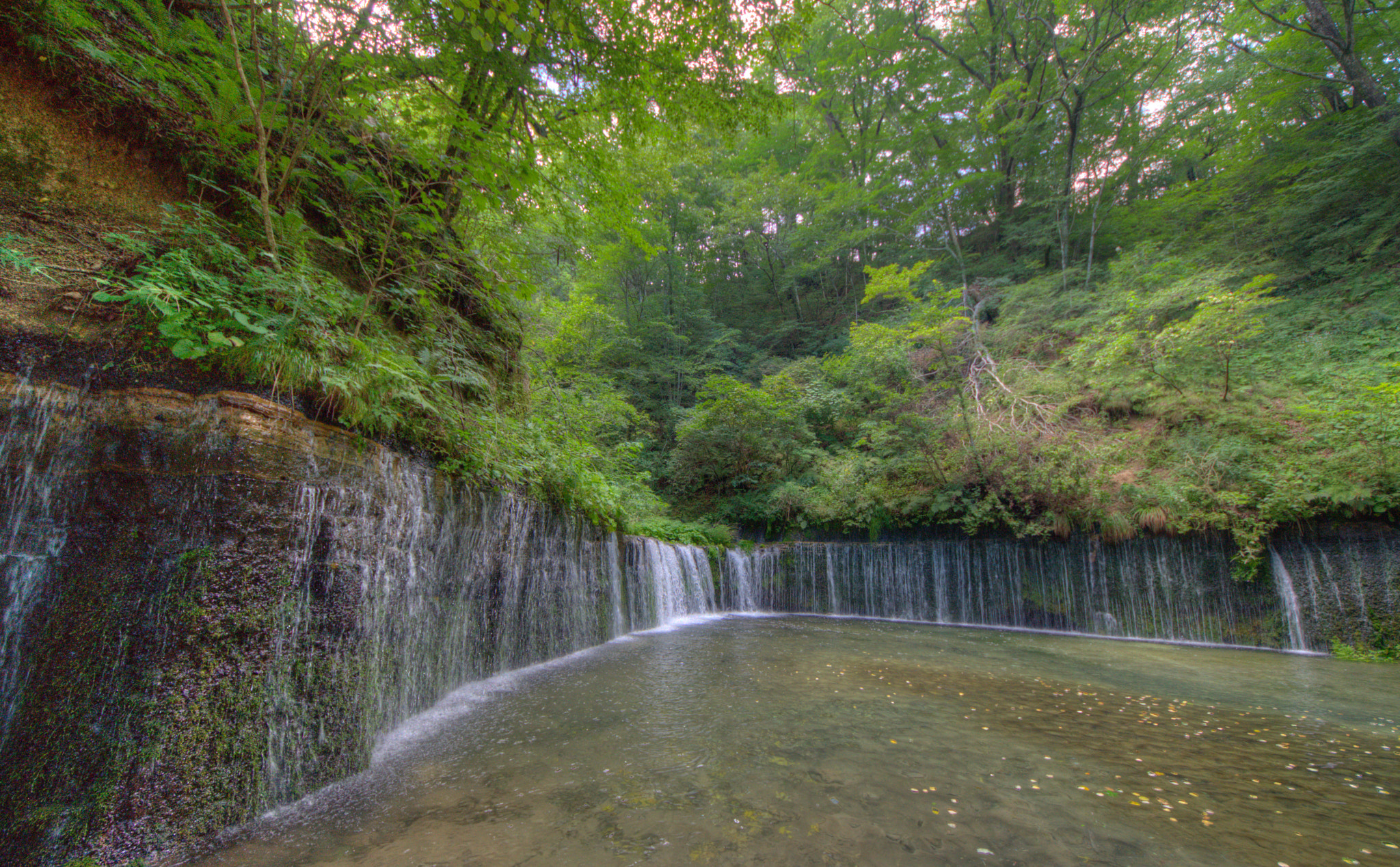
Shirato-Wasserfälle

Karuizawa ist einer der ältesten und berühmtesten Sommerurlaubsorte Japans, der seit dem 19. Jahrhundert von vielen Menschen aus verschiedenen Ländern besucht wird.
Der Ort liegt auf einer Hochebene, etwa 900 bis 1100 m über dem Meeresspiegel, am südlichen Abhang des Asama, dem aktivsten Vulkan Japans. Während der Edo-Zeit (1600–1868) war der Ort eine Poststadt. Ab dem Ende des 19. Jahrhunderts entwickelte er sich schnell zu einer Sommerfrische. Zu den Touristenattraktionen gehören die Shiraito-Wasserfälle (白糸の滝) und Onioshidashi (鬼押出し) – etwa „Teufelsauswurf“, ein massiver erstarrter Lavastrom, der von der Eruption des Jahres 1783 stammt.
In Karuizawa wurden im Rahmen der Olympischen Sommerspiele 1964 die Wettbewerbe im Vielseitigkeitsreiten ausgetragen. 1998 fanden in der Kazakoshi Park Arena Curling-Wettbewerbe der Olympischen Winterspiele statt.

## Verkehr
Erreichbar ist Karuizawa über die Jōshinetsu-Autobahn, die Nationalstraße 18 über den Usui-Pass und die Nationalstraße 146. Im Bahnhof Karuizawa von JR East halten Hochgeschwindigkeitszüge auf der Hokuriku-Shinkansen von Tokio über Nagano nach Tsuruga. Auf der in Karuizawa beginnenden Shinano-Linie ist die Bahngesellschaft Shinano Tetsudō für den Regionalverkehr in Richtung Nagano zuständig.

## Angrenzende Städte und Gemeinden
- Takasaki
- Annaka
- Saku
- Shimonita

## Personen mit Verbindung zu Karuizawa
Karuizawa, das ein kühles Klima und eine Landschaft vergleichbar mit Europa hat, wurde von britisch-kanadischen Missionaren als Ferienort im europäischen Stil gegründet und von vielen Ausländern aus ganz Japan besucht, die der Sommerhitze entfliehen und dort ihren Urlaub genießen. Berühmte Persönlichkeiten sind etwa die Diplomaten Joseph Grew, Edwin O. Reischauer, Roman Rosen, der Keramiker Bernard Leach, die Schriftstellerin Dacia Maraini, der Architekt Antonin Raymond, der Gelehrte Donald Keene und die Frauenrechtlerin Beate Sirota Gordon, sowie Walter de Haviland, der Vater der Hollywood-Schauspielerin Olivia de Havilland, und Musiker John Lennon.
Auch viele Japaner besuchen die Stadt. Die kaiserliche Familie, Premierminister, bekannte Geschäftsleute, Künstler und Gelehrte besaßen Villen in Karuizawa. Es ist in Japan berühmt, dass Kaiser Akihito und Kaiserin Michiko sich zum ersten Mal auf dem Tennisplatz in Karuizawa trafen.
Während des Zweiten Weltkriegs hielten sich die Musiker Leonid Kreutzer, Manfred Gurlitt, Eta Harich-Schneider, Joseph Rosenstock, der Historiker Klaus Pringsheim junior, der Baseballspieler Victor Starffin, der Rechtsgelehrte Theodor Sternberg, der Pädagoge Fritz Karsch und andere in Karuizawa auf.
Es ist bekannt, dass der Schriftsteller Tatsuo Hori und der Hollywood-Schauspieler Ken Watanabe in Karuizawa lebten.
Im Jahr 2020 kündigte der berühmte französische Koch Michel Bras an, ein französisches Restaurant in Karuizawa zu eröffnen.

### Söhne und Töchter von Karuizawa
- Egerton Herbert Norman (1909–1957), kanadischer Japanologe, Diplomat, Opfer der McCarthy-Ära
- Peter Crome (1938–2003), deutscher Journalist und Schriftsteller
- Kaneko Takahashi (* 1942), Eisschnellläuferin
- Kazuaki Ichimura (* 1957), Eisschnellläufer
- Yūsuke Morozumi (* 1985), Curler
- Tetsurō Shimizu (* 1988), Curler
- Kōsuke Morozumi (* 1988), Curler

## Werke im Zusammenhang mit Karuizawa

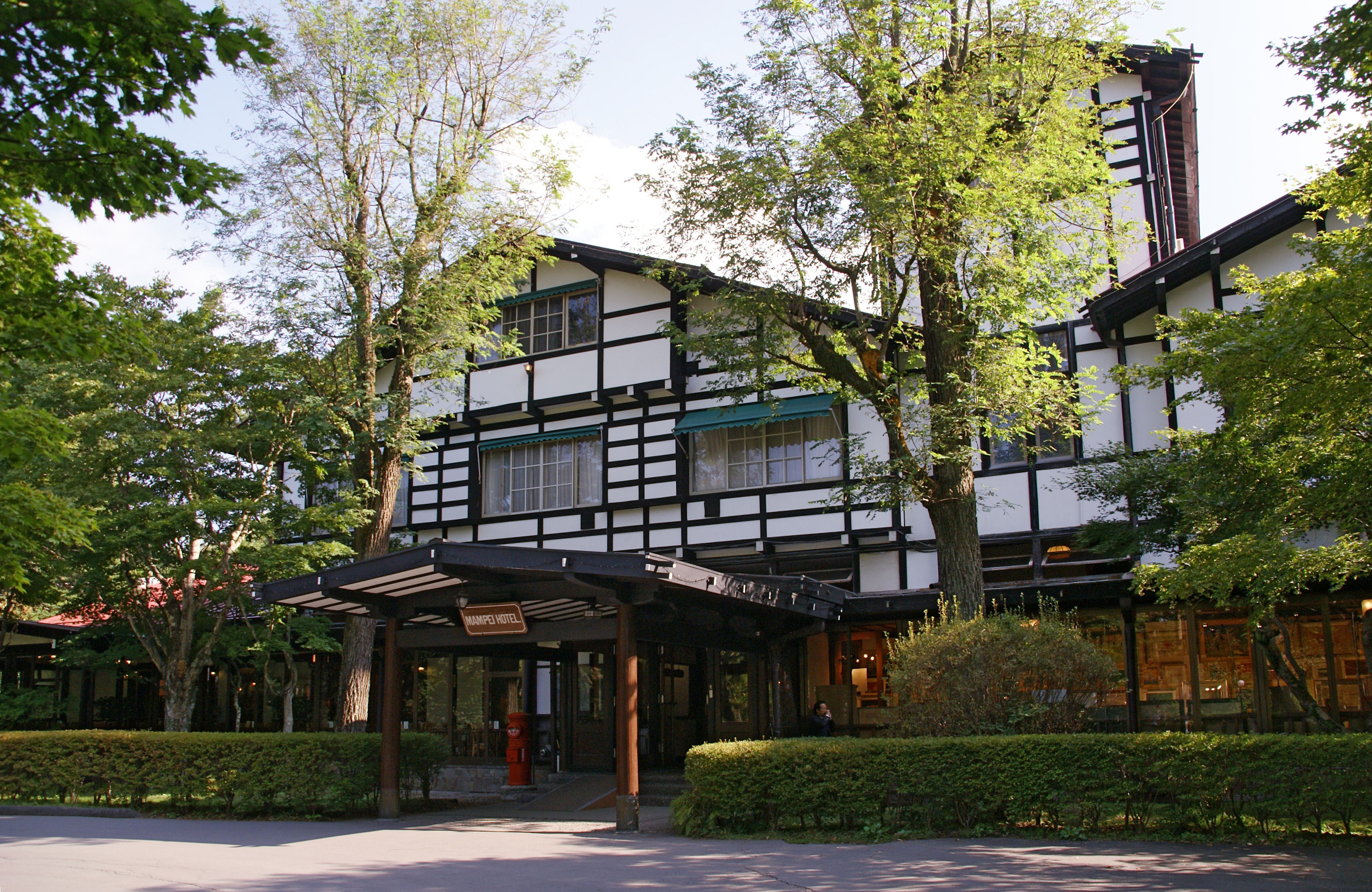
Mampei Hotel, das im AnimationsFilm „Wie der Wind sich hebt“ vorkommt.

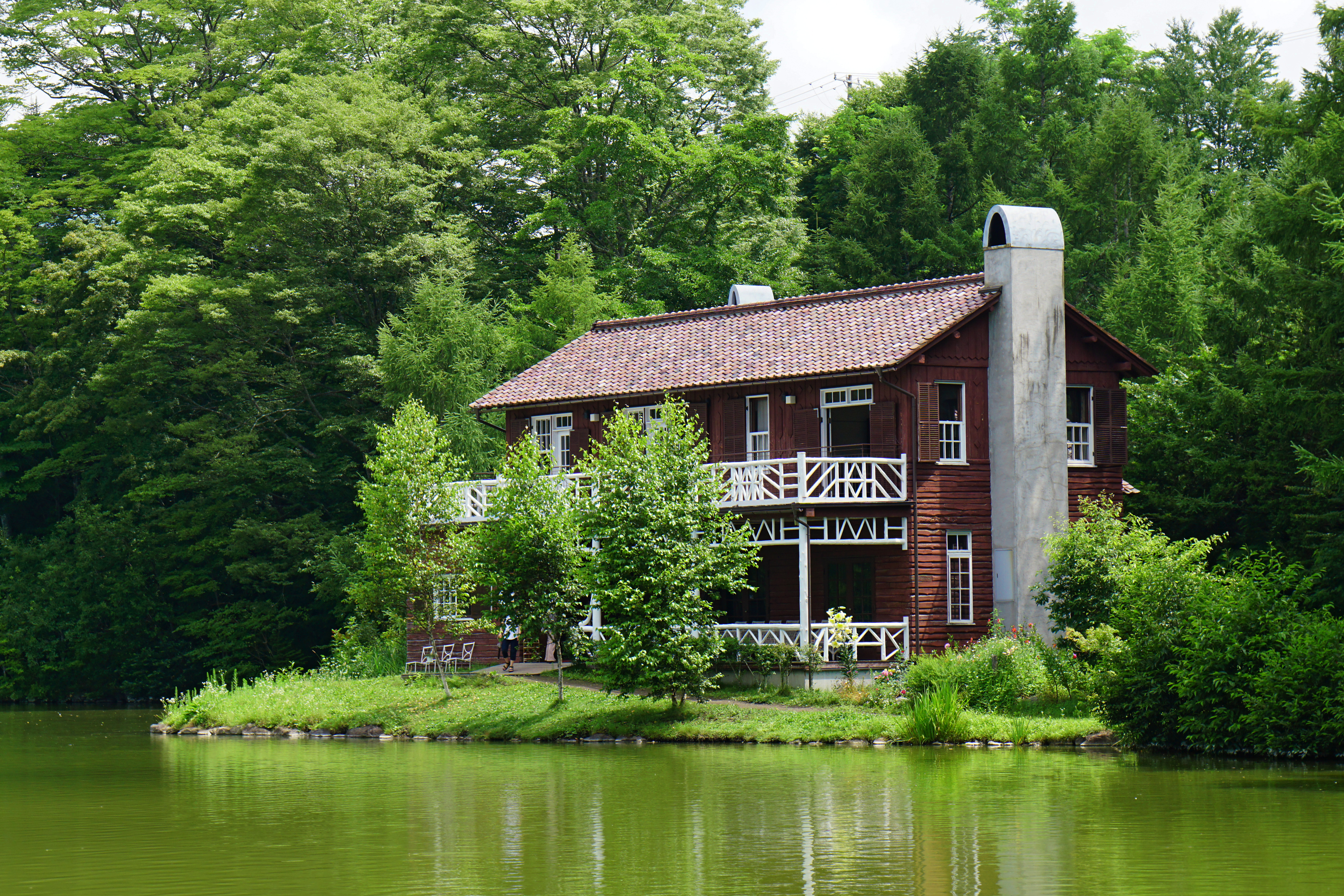
Villa „Suikyuso“, ein Modell des Herrenhauses, das im Animationsfilm „Erinnerungen an Marnie“ vorkommt.

Karuizawa erscheint in dem Animationsfilm „Wie der Wind sich hebt“ von Studio Ghibli.  Darüber hinaus ist das Modell des Herrenhauses, das in Studio Ghiblis Animationsfilm „Erinnerungen an Marnie“ zu sehen war, Karuizawas Architektur.

## Weblinks

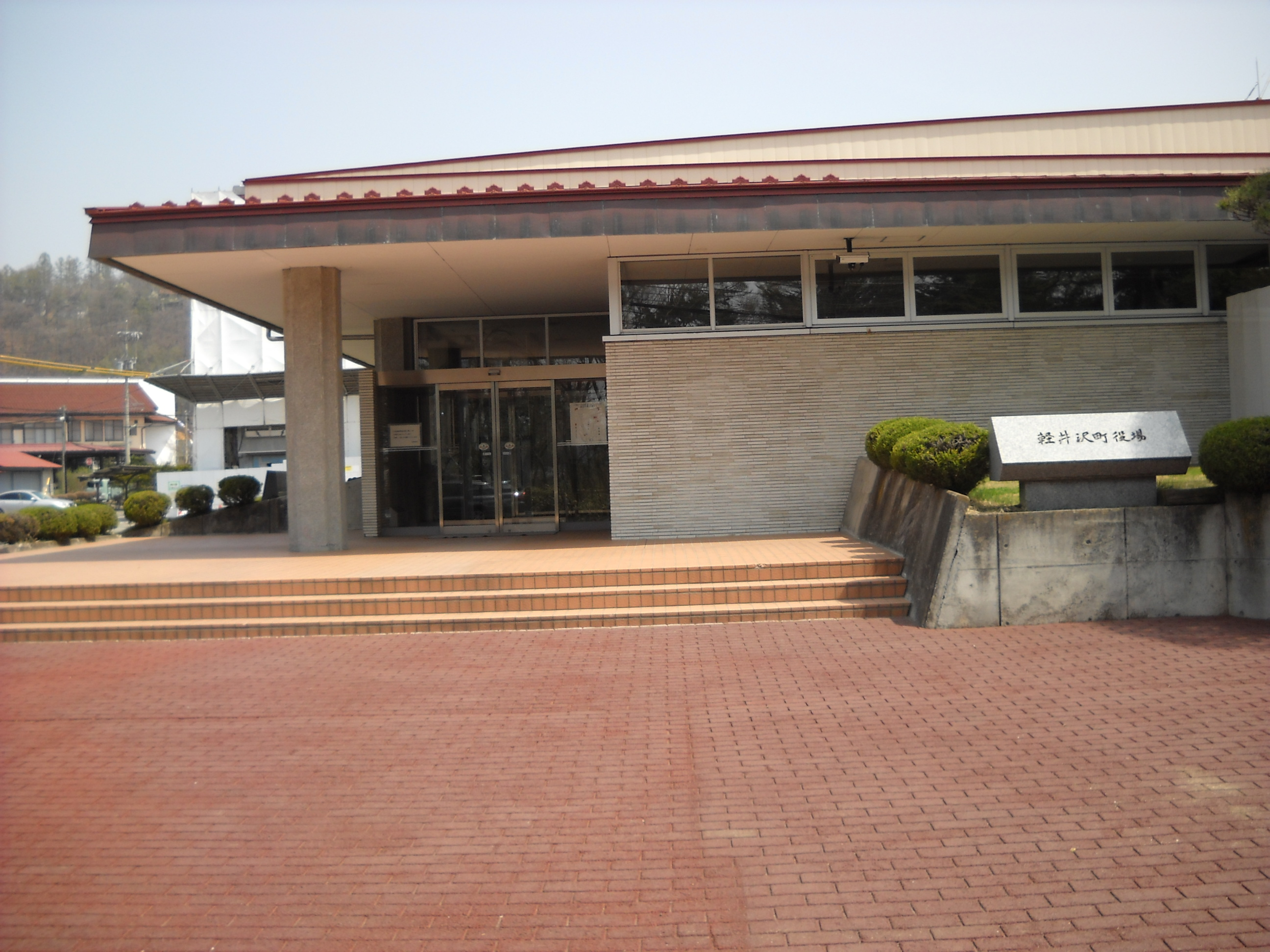
Rathaus